# Celinów (powiat miński)
Celinów – wieś sołecka w Polsce położona w województwie mazowieckim, w powiecie mińskim, w gminie Dębe Wielkie.
W latach 1975–1998 miejscowość należała administracyjnie do województwa siedleckiego.
Wierni Kościoła rzymskokatolickiego należą do parafii Zwiastowania Pańskiego w Zamieniu.

## Demografia
W 2011 roku wieś zamieszkiwało 179 osób. W 2020 ich liczba wyniosła 230.